# Eulen
Eulen és una empresa espanyola familiar de serveis per a empreses. Fundada el 1962 a Bilbao per David Álvarez està especialitzada en concessions públiques de l'àmbit de la neteja, seguretat, residències de gent gran, llars d'infants, telemàrqueting, entre altres activitats. Des de la mort del fundador, la seva directora general és la seva filla, María José Álvarez, qui controla el 59% de l'accionariat.
El 2023 l'empresa donava feina a 76.000 persones a tot el món, amb una plantilla a Espanya de 48.000 treballadors. El mateix any, un 59% del seu volum de negoci venia del manteniment a oficines, un 20% al negoci de la seguretat, un 8% al sector sociosanitari i un 11% al sector del treball temporal.

## Història
Eulen va ser fundada el 1962 a Bilbao per David Álvarez com una petita empresa de neteja anomenada «Central de Limpieza El Sol». El 2015, la empresa va facturar 1.520 milions d'euros, va guanyar 24 milions nets, més de la meitat del seu negoci el tenia a Espanya amb més de 47.000 treballadors.
La seva divisió de seguretat es va crear a meitat dels anys 70. El 2015 va guanyar la gestió de la seguretat de l'Aeroport del Prat presentant una oferta de 23,6 milions d'euros per a dos anys de servei i el 2017 gestionava 27 aeroports a Espanya i Amèrica.
El 1980, David Álvarez va invertir en un petit celler. El 1982 va adquirir els Cellers Vega Sicília i va fundar el grup El Enebro, que explica entre els seus actius diversos cellers de renom, com a Cellers Vega Sicília, Cellers Alión, Cellers Pintia, entre d'altres. El Grup El Enebro és propietari del 40% de les accions del Grup Eulen.
El juny de 2016, després de la mort del fundador el 2015, la seva filla María José Álvarez va prendre el control del 59,1% d'Eulen, complint-se la voluntat del seu pare. El 40,9% restant va quedar en mans de la societat «El Enebro» controlada pels cinc germans que havien estat en conflicte amb el seu pare. La mort del pare va provocar una batalla judicial entre germans, i finalment el Tribunal Suprem va donar la raó a Maria José Álvarez.
El grup va facturar 1.674 milions d'euros el 2022, amb un benefici de 12 milions d'euros. Durant la dècada de 2020 estan fent compres de petites startups per diversificar la seva cartera de serveis, i han obert una divisió de ciberseguretat. L'objectiu del grup és arribar a una xifra de negocis de 2.000 milions d'euros el 2025.

## Controvèrsia
Van generar controvèrsia les adjudicacions que la Xunta de Galicia va donar a Eulen l'any 2010 i el 2015 per valor d'1,4 milions d'euros donat que la germana del llavors president de la Xunta de Galícia, Alberto Núñez Feijóo, Micaela, és l'apoderada gallega d'Eulen i tres de les seves filials, Eulen Seguridad, Eulen Servicios Sanitarios i Flexiplan. La companyia també va ser objecte d'investigació per un contracte de 2,3 milions d'euros firmat el 2012 amb l'ajuntament de la Corunya quan era alcalde d'aquesta ciutat Carlos Negreira, dirigent del PP regional de Galícia.
L'any 2021 es donà a conèixer que el Grup Eulen era un dels finançadors del mitjà de comunicació d'extrema dreta Estado de Alarma TV.